# Bouvignies (Frankrijk)
Bouvignies is een gemeente in het Franse Noorderdepartement (Frans: département du Nord). De gemeente telde 1.564 inwoners op 1 januari 2022.
Tot in maart 2015 behoorde de gemeente tot het kanton Marchiennes. Op 22 maart van dat jaar werd het kanton opgeheven en werd de gemeente toegevoegd aan het kanton Orchies.

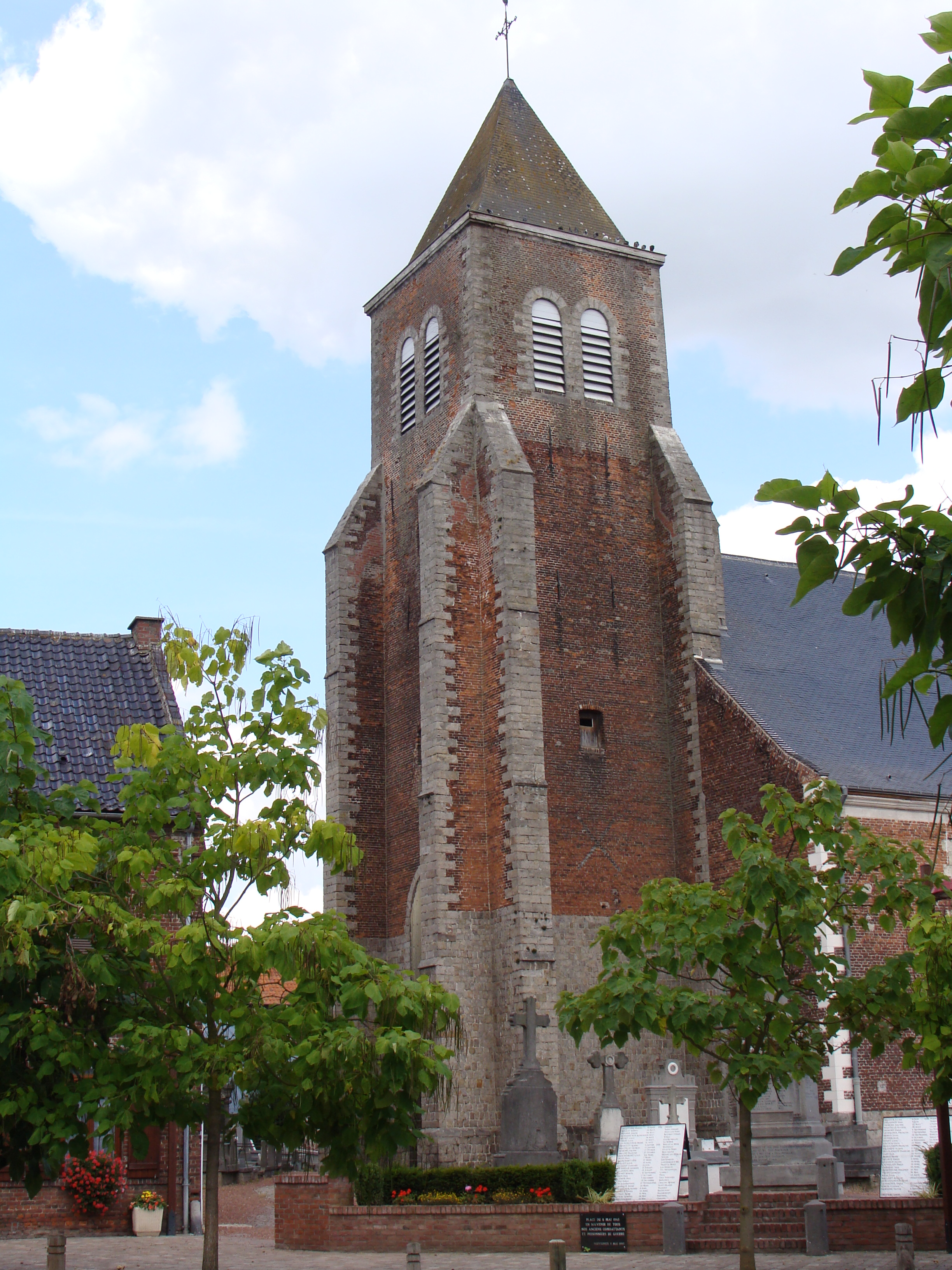
Église Saint-Maurice

## Geografie
De oppervlakte van Bouvignies bedroeg op 1 januari 2022 8,7 vierkante kilometer; de bevolkingsdichtheid was toen 179,8 inwoners per km².

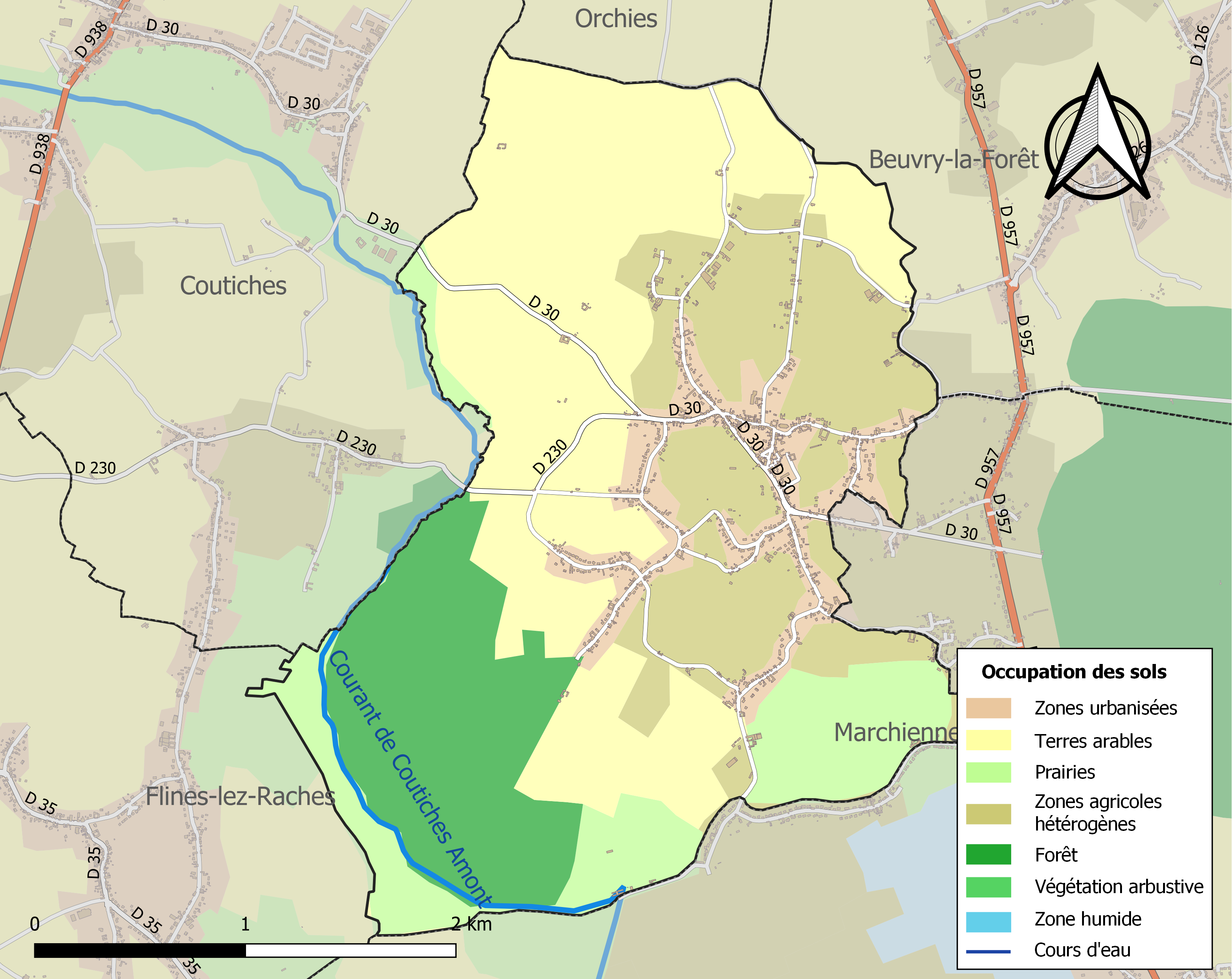
Kaart van de gemeente met belangrijkste infrastructuur, bodemgebruik en omliggende gemeenten

## Bezienswaardigheden
- De Sint-Mauritiuskerk (Église Saint-Maurice) heeft een toren van 1521 en een classicistisch schip en koor van 1735-1738 dat in plaats kwam van een ouder bouwwerk.
- Een ensemble van een calvarie en een tweetal kapelletjes, gelegen op een kunstmatige heuvel. Hoewel gesticht in 1781 is het huidige ensemble van 1928-1930. De kapelletjes zijn gewijd aan respectievelijk Theresia van Lisieux en Onze-Lieve-Vrouw van Lourdes.

## Natuur en landschap
Ten oosten van Bouvignies bevindt zich het Forêt Domaniale de Marchiennes, een bosgebied van omstreeks 800 ha. Ook de verdere omgeving is bosrijk. De hoogte aan de kerk bedraagt 24 meter.

## Demografie
Onderstaande figuur toont het verloop van het inwonertal (bron: INSEE-tellingen).

.

## Nabijgelegen kernen
Coutiches, Flines-lez-Raches, Marchiennes, Beuvry-la-Forêt, Orchies
Aix-en-Pévèle · Anhiers · Auby · Auchy-lez-Orchies · Beuvry-la-Forêt · Bouvignies · Coutiches · Faumont · Flines-lez-Raches · Landas · Nomain · Orchies · Râches · Raimbeaucourt · Roost-Warendin · Saméon